# Strada provinciale 91 bis della Val Calepio
La strada provinciale 91 bis Seriate - Grumello del Monte (SP 91 bis) è una strada provinciale italiana, alternativa più meridionale e più recente alla Strada provinciale 91 della Val Calepio.
L'arteria, classificata come strada extraurbana secondaria, ha inizio al chilometro 0+000 a Seriate, diramandosi dall'Asse Interurbano di Bergamo (SPexSS 671).
| Seriate - Grumello del Monte                                      |                                                                 |        |           |
| Tipologia                                                         | Indicazione                                                     | ↓km↓   | Provincia |
|                                                                   | area feste via Pastrengo Bagnatica Brusaporto Sarnico           | 0.000  | BG        |
|                                                                   | zona industriale Seriate                                        | 0.140  | BG        |
|                                                                   | zona industriale Brusaporto                                     | 0.550  | BG        |
|                                                                   | Seriate Brusaporto                                              | 0.950  | BG        |
| (solo uscita in dir. Brusaporto) (solo entrata in dir. Bagnatica) | Brusaporto loc. Cascina                                         | 2.200  | BG        |
|                                                                   | Bagnatica Cavernago                                             | 3.300  | BG        |
| solo dir. est                                                     | area servizio                                                   | 4.000  | BG        |
|                                                                   | Bolgare Costa di Mezzate                                        | 5.100  | BG        |
|                                                                   | Calcinate Bolgare Gorlago Montello Carobbio d.A.                | 5.900  | BG        |
|                                                                   | Cherio                                                          | 6.900  | BG        |
|                                                                   | Bolgare Carobbio degli Angeli                                   | 7.200  | BG        |
|                                                                   | Telgate Chiuduno                                                | 9.800  | BG        |
|                                                                   | Chiuduno                                                        | 10.400 | BG        |
|                                                                   | Milano-Venezia Telgate Grumello del Monte                       | 11.300 | BG        |
|                                                                   | Brescia Palazzolo Milano-Venezia zona industriale Grumello d.M. | 12.782 | BG        |